# Dvanaestorica žigosanih
Dvanaestorica žigosanih (eng. Dirty Dozen) je američki ratni film Roberta Aldricha iz 1967., snimljen prema romanu E.M. Nathansona. U glavnim ulogama pojavljuju se Lee Marvin, Ernest Borgnine, Telly Savalas, Charles Bronson, i bivši igrač američkog nogometa Jim Brown. Film je bio nominiran za četiri Oscara, uključujući nominaciju za najboljeg sporednog glumca Johna Cassavettesa, a osvojio je Oscara za zvuk.

## Radnja
Film počinje u Engleskoj u proljeće 1944. dok se savezničke snage u Velikoj Britaniji pripremaju za Dan D tijekom 2. svjetskog rata. Bojnik John Reisman (Marvin) nazoči vješanju američkog vojnika.
Nakon toga Reisman se sastaje s generalom Wordenom (Borgnine). U čekaonici Wordenova ureda Reisman opazi pukovnika Everetta Dashera Breeda (John Ryan); međusobni pogledi upućuju da njih dvojica imaju neke neriješene račune iz prošlosti, ali nijedan ne progovara. General ponudi Reismanu da sjedne ispred mnoštva časnika te pregledava Reismanov vojni dosje. "Puno vatrometa", napominje Worden. "...i jako slaba disciplina. Jako slaba disciplina." "Nisam ja napisao te izvještaje", odvrati Reisman
Sastanak se konačno dotiče prave teme - misije u kojoj bi sudjelovalo dvanaest osuđenih američkih vojnika, zbog najozbiljnijih zločina, uključujući ubojstvo, dezerterstvo, pljačku i silovanje. Osuđeni su na smrt ili na vrlo dugu robiju. Vojnici moraju biti uvježbani i spremni uništiti određeni cilj, čiji identitet ostaje tajna.
Reisman upita što je cilj njihovog napada, naglašavajući kako je razumno da zna cilj misije ako mu je ponuđeno zapovijedanje misijom. Reisman konačno doznaje nešto više o objektu misije; veliki dvorac blizu Rennesa u Bretanji poznat je kao utočište viših njemačkih časnika. Kao priprema za Dan D, Reismanova grupa uvježbat će skok padobranom i uništiti dvorac, ubiti časnike unutra i po mogućnosti omesti njemački lanac zapovijedanja kad počne saveznička invazija.
Nakon ovog uvoda, film se sastoji od tri dijela: počinje vježbama Reismanovih ljudi, nastavlja se vojnim manevrima u kojima Reismanova grupa dokazuje svoju vrijednost u specijalnim operacijama, i na kraju, sami napad na dvorac.
Većina napadača ubijena je kad je građevina dignuta u zrak. Samo Reisman, narednik Bowren (Richard Jaeckel), i jedan od dvanaestorice žigosanih, Wladislaw (Bronson), preživljavaju misiju.

## Kritike
Za to vrijeme, film je bio nekonvencionalan i ekstremno nasilan prikaz rata. Iako nasilje i brutalnost rata nije bilo ništa novo onima koji su ga osjetili na svojoj koži, mnogima je u to vrijeme bio šokantan. Roger Ebert, u prvoj godini kao filmski kritičar za Chicago Sun-Times, bio je šokiran nasiljem u filmu. Napisao je sarkastično:
"Drago mi je da je Odbor za cenzuru Chicaga u zakonu o cenzuri zaboravio dio 
u kojem piše da filmovi ne smiju prikazivati gorenje ljudskog tijela. Ako morate 
cenzurirati, cenzurirajte seks, kažem. ... Ali ostavite sakaćenje, ostavite sadizam, i 
po svaku cijenu, ostavite ljude koji gore do smrti. Nije to ništa strašno sve dok gore s odjećom na sebi."

## Istina ili fikcija
U predgovoru svom romanu, E.M. Nathanson napisao je kako je čuo legendu o ljudima kao što su ovi, ali nije našao nikakav zapis o tome.
Iako postoje neke glasine o postojanju sličnih skupina, ništa od toga nikada nije potvrđeno. Priča je možda temeljena na Filthy Thirteen, maloj grupi zrakoplovaca stručnjaka za eksplozive čija je priča dokumentirana u knjizi istog imena. Za razliku od Dvanaestorice žigosanih, Filthy Thirteen nije bila skupina sastavljena od osuđenika, iako su neki u ovoj grupi imali kriminalne dosjee...

## Zanimljivosti
- Jim Brown objavio je umirovljenje od profesionalne karijere igrača američkog nogometa za vrijeme snimanja filma.
- Lee Marvin, veteran  2. svjetskog rata, pomagao je drugim glumcima s odorama i oružjem u kreiranju realističnog prikaza borbe.
- Kompjuterska igra Deadly Dozen blisko je povezana s Dvanaestoricom žigosanih, u kojoj se vojni osuđenici uvježbavaju za operacije na europskoj i pacifičkoj bojišnici.
- Reismanova uloga prvo je ponuđena Johnu Wayneu, ali je ovaj odbio jer je snimao film Zelene beretke. Do danas, mnogi njegovi obožavatelji žale što je snimio taj film, koji je vrlo često bio ismijavan.

## Vanjske poveznice
- Dvanaestorica žigosanih u internetskoj bazi filmova IMDb-a